# Wingene
Wingene es un municipio de Bélgica situado en la provincia de Flandes Occidental. Tiene una población estimada, a inicios de 2023, de 15 039 habitantes.
La extensión del término es de 69 km², con una densidad de población de 216.7 habitantes por km².

## Geografía

### Secciones
El municipio comprende las secciones de Wingene y Zwevezele, antiguos municipios que se fusionaron en 1977.

### Pueblos y aldeas
Sint-Jan, Wildenburg y Hille

## Demografía

### Evolución
El siguiente gráfico refleja la evolución demográfica del municipio, incluyendo las actuales secciones después de efectuada la fusión el 1 de enero de 1977.
| Gráfica de evolución demográfica de Wingene entre 1846 y 2023 |
|                                                               |